# ドルツク公国
ドルツク公国（ドルツクこうこく、ベラルーシ語: Друцкае княства）はルーシの分領公国の1つである。ドルツクを首都とし、ドニエプル川の支流のドルツィ川上流域を領土とした。12世紀から14世紀にはポロツク公国の、14世紀から16世紀にはリトアニア大公国の分領公国となっていた。
リトアニア大公国編入以降の地名・人名などに関しても、便宜上、ロシア語からの転写表記に統一した。ベラルーシ語、リトアニア語、ポーランド語に準じた表記についてはリンク先等を参照。

## 歴史
1101年、ポロツク公フセスラフが死亡した後、ポロツク公国はその息子たちに分割相続された。ドルツク公国はそのうちの一つである。それ以来、ドルツク公国はログヴォロド（あるいはボリス）の子孫によって統治された。1127年、初代ドルツク公ログヴォロド（ボリス）はポロツク公となり、次のドルツク公には、おそらくこの人物の子のログヴォロドが就いたと考えられる。
しかし1129年に、キエフ大公ムスチスラフ1世の遠征軍によって、ポロツクの地の諸公は捕らえられ、ビザンツ帝国に送られた。2代目ドルツク公のログヴォロドもその中に含まれていたが、1140年に帰還し、再びドルツクを統治した。彼は1144年にポロツク公となり、ドルツク公位にはその子のグレプが就いたと考えられている。なお、ポロツク公となった後、ログヴォロドは1151年にポロツクの人々の反乱の結果、ミンスク公ロスチスラフに捕らえられた。ロスチスラフはドルツク公位に自身の子のグレプを据えた。しかし1151年にはドルツクのヴェーチェ（民会）はロスチスラフの子のグレプを追放し、再びログヴォロドを公に迎えた。この報復としてドルツクはミンスク公・ポロツク公の攻撃を受けたが、1159年にはログヴォロドが再びポロツク公位を獲得した。その後、ログヴォロドは1162年より、自身4期目のドルツク公となり、1171年に死亡した。
上記のログヴォロド以降の、ドルツクの統治者に関する情報量は非常に乏しい。しかし近隣の諸公国に比べ、ドルツク公国は長期にわたって存続した。史料の1180年の記述では、ドルツク公にはログヴォロドの子のグレプが再度就いている。1196年にはボリス・フセスラヴィチという人物（おそらくログヴォロドの孫、グレプの甥）の名が見られる。このボリス・フセスラヴィチは、1215年から1222年にかけてポロツク公となったボリス・ダヴィドヴィチと同一人物とみなす説や、1217年の聖人に関する目録の中に言及があるという指摘がある。ただし、キエフ大公国存続期のドルツク公についての記録を、1196年以降の史料上に見つけることはできない。ドルツク公国は13世紀末からはミンスク公国、14世紀初めからはヴィテプスク公国の影響下にあった。
なお、何人かの研究者は、16世紀以降に登場する貴族の家門であるドルツキー家を、初代ドルツク公ログヴォロドの子孫とみなしているが、権威ある説としては、ドルツキー家はノヴォグルドク公ロマン（ダニール・ロマノヴィチの子）を起源とする家門であるとみなされている。
14世紀の半ばに、ドルツク公国はリトアニア大公国に編入された。編入当初にヴァシリーとセミョーン兄弟（上記のロマンの子）によって分割統治され、15世紀にはさらに細分化された。ドルツク公国の相続人の一人であるヴァシリーの孫のアンドレイは、1399年のヴォールスクラの戦いで死亡し、アンドレイ領は1411年に、リトアニア大公ヴィータウタスによって教会管区（ヴィリニュス管区）に譲渡された。ただし1508年の段階でも、ドルツクはいまだドルツク公（分領公）が統治していた。この時のドルツク公ヴァシリー、アンドレイ、ボグダンらは、リトアニア大公国からモスクワ大公国へと去り、ヴァシーリー3世に仕えた（このときより、上記のドルツキー家が登場する）。
また、リトアニアへの編入時に2つに別れた家系のうちの片方は、さらに複数に分家した。ドルツキー・ソコリンスキー家、コノプリ・ソコリンスキー家、プチャーチン家、バビチェフ家、ドルツキー・リュベツキー家などである。
16世紀にドルツク公国は廃止され、ドルツク公は一般的な地主となった。とはいえ、彼らは公（クニャージ）の称号を有し続けていた。リトアニア大公国の行った、1564年から1565年にかけての行政改革によって、ドルツク公国の領域はヴィテプスク県のオルシャ郡となった。